# Batsère
Batsère ist eine französische Gemeinde mit 36 Einwohnern (Stand 1. Januar 2022) im Département Hautes-Pyrénées in der Region Okzitanien (vor 2016: Midi-Pyrénées). Sie gehört zum Arrondissement Bagnères-de-Bigorre und zum Kanton La Vallée de l’Arros et des Baïses.
Die Einwohner werden Batsérois und Batséroises genannt.

## Geographie
Batsère liegt circa elf Kilometer östlich von Bagnères-de-Bigorre in der historischen Vizegrafschaft Nébouzan.
Umgeben wird Batsère von den sechs Nachbargemeinden:
|        | Sarlabous                                   | Avezac-Prat-Lahitte |
| Escots | Kompassrose, die auf Nachbargemeinden zeigt | Espèche             |
|        | Bulan                                       | Lomné               |

Batsère liegt im Einzugsgebiet des Flusses Adour. Der Arros, einer seiner Nebenflüsse, bildet die natürliche Grenze zur östlichen Nachbargemeinde Espèche.

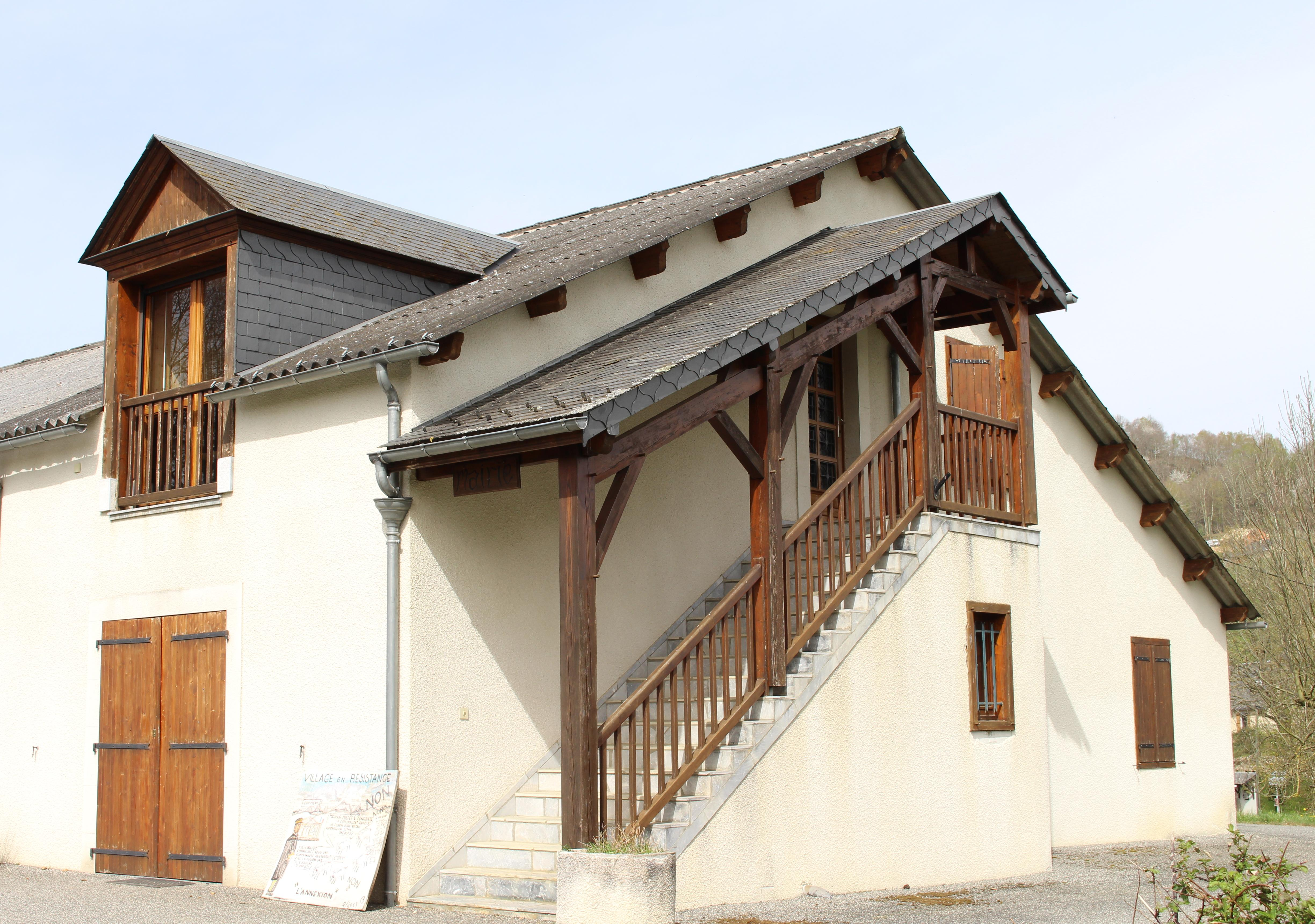
Bürgermeisteramt (Mairie) von Batsère

## Toponymie
Der okzitanische Name der Gemeinde heißt Vathsèra. Der erste Teil „Bat“ leitet sich vom gascognischen vath (deutsch Tal) ab. Um den zweiten Teil ranken sich verschiedene Theorien, von denen keine plausibel erscheint. Somit bleibt dessen Herkunft unklar.
Toponyme und Erwähnungen von Batsère waren:
- A Bad Cera (gegen 1200–1230, Kopialbuch der Grafschaft Bigorre),
- Homines de Vallesserra (1300, Erhebung im Bigorre),
- De Batsera (1313, Steuerliste Debita regi Navarre),
- de Bodeserra (1379, Prokuration Tarbes),
- Batxère (1750, 1793 und 1801, Karte von Cassini, Notice Communale bzw. Bulletin des lois).[3][4][5]

## Einwohnerentwicklung

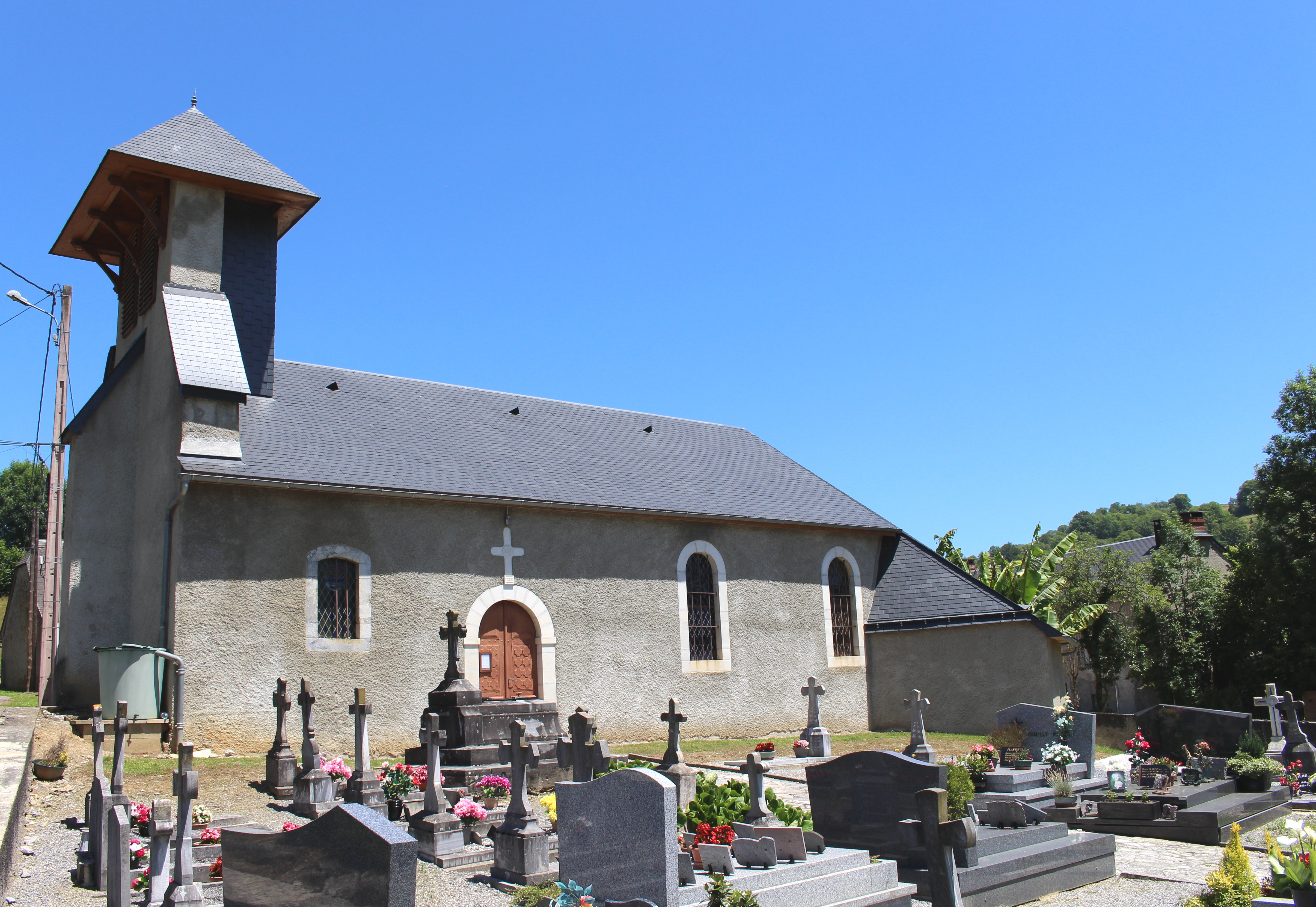
Pfarrkirche Saint-Jean-l’Évangéliste

Nach Beginn der Aufzeichnungen stieg die Einwohnerzahl bis zur zweiten Hälfte des 19. Jahrhunderts auf einen Höchststand von rund 180. In der Folgezeit sank die Größe der Gemeinde bei kurzen Erholungsphasen bis zu den 1980er Jahren auf 30 Einwohner, bevor eine Wachstumsphase einsetzte, die in jüngster Zeit aber wieder stagniert.
| Jahr      | 1962 | 1968 | 1975 | 1982 | 1990 | 1999 | 2006 | 2011 | 2022 |
| --------- | ---- | ---- | ---- | ---- | ---- | ---- | ---- | ---- | ---- |
| Einwohner | 57   | 43   | 39   | 30   | 36   | 38   | 44   | 45   | 36   |

## Sehenswürdigkeiten
- Pfarrkirche Saint-Jean-l’Évangéliste aus dem 19. Jahrhundert

## Wirtschaft und Infrastruktur

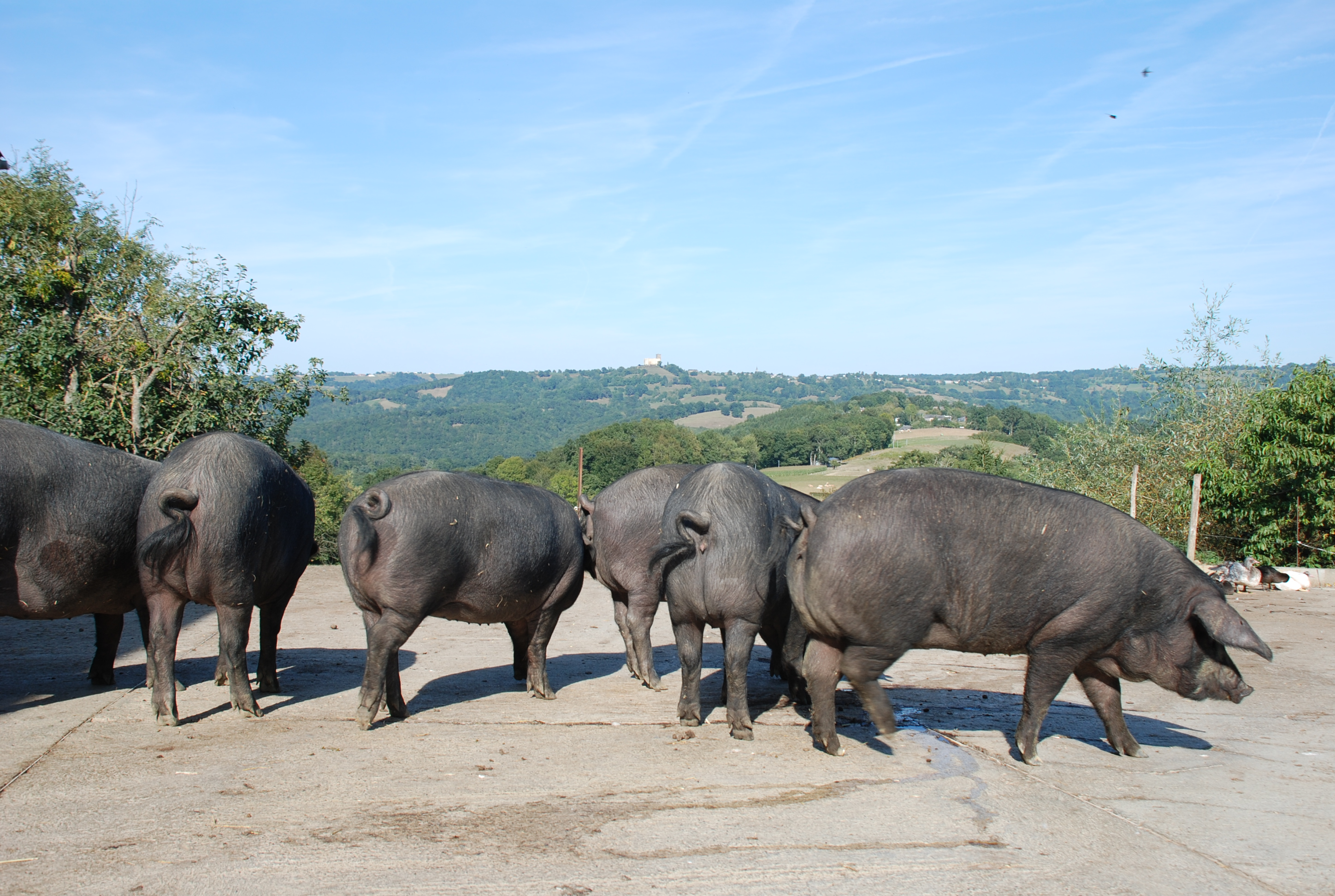
Porcs Noirs de Bigorre

Batsère liegt in den Zonen AOC der Schweinerasse Porc noir de Bigorre und des Schinkens Jambon noir de Bigorre.

Logo des Jakobswegs

### Sport und Freizeit
- Der Fernwanderweg GR 78, genannt La voie des Piémonts, führt von Carcassonne nach Saint-Jean-Pied-de-Port auch durch das Zentrum von Batsère. Er gilt als Jakobsweg neben den vier Hauptwegen in Frankreich.[9]

- Der regionale Fernwanderweg GR de Pays Tour des Baronnies de Bigorre verläuft abschnittsweise parallel zum GR 78 und führt auch durch das Zentrum von Batsère.[10]

### Verkehr
Batsère wird von der Route départementale 82 durchquert.